# Brigada
Brigada  (Бригада) è una miniserie televisiva russa in 15 puntate trasmesse per la prima volta nel corso di una sola stagione nel 2002.
È una miniserie del genere drammatico incentrata sulle vicende di quattro amici che prende in esame un periodo che va dal 1989 al 2000 e che si concentra principalmente sul leader del gruppo, Alexander "Sasha" Belov, interpretato da Sergei Bezrukov. La miniserie procede in ordine cronologico (a parte la scena all'inizio del primo episodio prima dei titoli di apertura, che è ambientata 1997).
La miniserie in patria divenne molto popolare ma ha ricevuto anche diverse recensioni contrastanti ed è stata accusata di estetizzazione della violenza.

## Trama
1989. Il giovane Alexander Belov, (soprannominato Sasha Bely), dopo aver terminato il suo servizio militare nelle truppe di frontiera sovietiche, torna a casa sua in un quartiere dormitorio di Mosca. Egli viene accolto dai suoi tre amici d'infanzia, Kosmos Kholmogorov, Viktor "Pchyola" Pchyolkin e Valery "Fil/Phil" Filatov. Al suo ritorno, tuttavia, comprende che la perestroika ha profondamente trasformato la vita quotidiana e sia Kosmos che Pchyola si sono prestati al servizio della criminalità organizzata della zona di Mosca. I due cercano di attirare Sasha affinché si unisca a loro, ma questi si rifiuta bruscamente perché ha l'ambizione di ottenere un diploma di laurea in vulcanologia. Non riuscirà tuttavia a tenersi lontano dai guai e dagli ambienti mafiosi, in particolare dopo aver scoperto che la sua ex fidanzata, Yelena Yeliseyeva, è diventata una prostituta e viene sfruttata dai criminali locali.

## Personaggi e interpreti
- Sasha Bely, interpretato da Sergey Bezrukov.
- Kosmos, interpretato da Dmitriy Dyuzhev.
- Pchela, interpretato da Pavel Maykov.
- Fil, interpretato da Vladimir Vdovichenkov.
- Olya, interpretato da Ekaterina Guseva.
- Il Detective, interpretato da Andrey Panin.
- Sasha Belov's Mom, interpretato da Valentina Telichkina.
- Lena, interpretato da Elena Panova.
- Mukha, interpretato da Sergey Aprelskiy.
- Farkhad, interpretato da Farkhad Makhmudov.
- Aleksandr, interpretato da Aleksandr Inshakov.
- Padre di Kosmos, interpretato da Nikolai Yeryomenko Ml..
- Nadya, interpretato da Darya Poverennova.
- Consulente Elettorale, interpretato da Aleksandr Revenko.
- Artur, interpretato da Yan Tsapnik.
- Segretario di Artur, interpretato da Svetlana Chuikina.
- Vvedensky, interpretato da Aleksey Kravchenko.
- Avvocato, interpretato da Vladimir Dovzhik.

## Produzione
La miniserie fu prodotta da Avatar Film.  Le musiche furono composte da Aleksey Shelygin.

### Sceneggiatori
Tra gli sceneggiatori della serie sono accreditati:
- Igor Porublyov
- Aleksei Sidorov
- Aleksandr Veledinsky

## Distribuzione
La serie fu trasmessa in Russia dal 23 settembre 2002 al 2002 sulla rete televisiva Rossija 1. In Italia è stata trasmessa su Jimmy con il titolo Brigada.
Alcune delle uscite internazionali sono state:
- in Russia il 23 settembre 2002 (Бригада)
- in Estonia (Brigaad)
- in Europa (Law of the Lawless)
- in Italia (Brigada)